# Balcans
Els Balcans és el nom històric i geogràfic que s'utilitza per a designar el sud-est d'Europa (vegeu més avall la secció Definició política actual). La regió té una àrea total de 470.000 km² i una població de prop de 53 milions d'habitants.
Hi predomina una orografia de caràcter abrupte. De fet, la regió pren el nom de la serralada dels Balcans, que s'estén des del centre de Bulgària fins a l'est de Sèrbia, en el seu límit occidental, i fins a la mar Negra per la banda oriental. D'altra banda, conforma una península, si bé no es pot considerar un model clàssic de península, atès que no està connectada al continent europeu per mitjà d'un istme, és una definició que està acceptada per denotar la regió, també coneguda com a península Balcànica.
A causa de les connotacions del terme «Balcans» ja mencionades, sovint s'hi usa el terme Sud-est d'Europa. La utilització d'aquest terme està creixent i, així, trobem una iniciativa de la Unió Europea de l'any 1999 anomenada Pacte d'Estabilitat per al Sud-est d'Europa. El diari electrònic Balkan Times canvià l'any 2003 el seu nom pel de Southeast European Times.
L'ús d'aquest terme per designar la península Balcànica (i només aquesta àrea) tècnicament ignora la presència geogràfica de Romania i Ucraïna, que també estan situades al sud-est del continent europeu.
La frontera nord de la península Balcànica, generalment, es considera que està definida per la línia formada pels rius Danubi, Sava i Kupa.

## Definició política actual

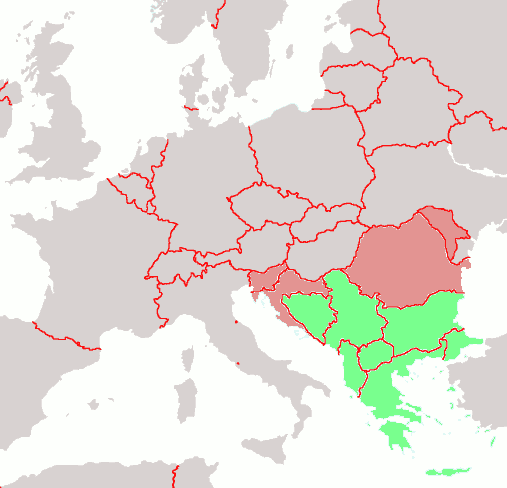
Mapa polític del 2004 (no hi apareixen delimitats ni Kosovo ni Montenegro ja que en aquestes dates no s'havien independitzat cap de les dues.)

Els estats que s'associen amb l'àrea dels Balcans generalment són els següents:
- Albània
- Bòsnia i Hercegovina
- Bulgària
- Grècia
- Kosovo
- Macedònia del Nord
- Sèrbia
- Montenegro
- Turquia, però només la part europea (tradicionalment anomenada Rumèlia o Tràcia oriental)
  -  Romania i  Eslovènia sovint són inclosos també a la llista.

Algunes regions dels països llistats com a estats balcànics poden ser, en alguns aspectes, molt diferents a la regió balcànica en general i, per tant, sovint alguns estats de la perifèria d'aquesta gran regió prefereixen que no se'ls anomeni països balcànics. Aquest és el cas de Romania i Eslovènia, però també, a vegades, de Croàcia i Grècia.

### Països relacionats
Altres estats no inclosos en la regió balcànica, però que hi són propers i que tenen o han tingut un paper important en la seva cultura, història i situació geopolítica, són els següents:
- Croàcia
- Hongria
- Àustria (vegeu també Àustria-Hongria)
- Itàlia
- Rússia

## Geografia
La noció unitària dels Balcans no fou elaborada fins al s.XIX, quan la zona esdevingué políticament activa. El concepte de península Balcànica, creat pel geògraf alemany Zeune com a homòleg de les altres penínsules mediterrànies (Ibèrica i itàlica), a partir de la serralada dels Balcans, fou estès al conjunt dels territoris al sud del Danubi, el Sava i el Kupa. Per raons principalment polítiques, hom fa entrar dins el concepte de Balcans els actuals estats d’Albània, Bulgària, Grècia, Croàcia, Bòsnia i Hercegovina, Eslovènia, Sèrbia, Montenegro, Kosovo, Macedònia, la Turquia europea i també Romania i Moldàvia, que hi són comptades, tot i no pertànyer a la península, per raó de la seva vinculació històrica i cultural amb la resta d’aquests països. La geografia física d’aquesta regió correspon a la de la península Balcànica i a la de Romania. La característica complexitat ètnica dels Balcans s'explica per l'establiment successiu de diversos grups humans en el decurs de la història.

## Natura i recursos naturals

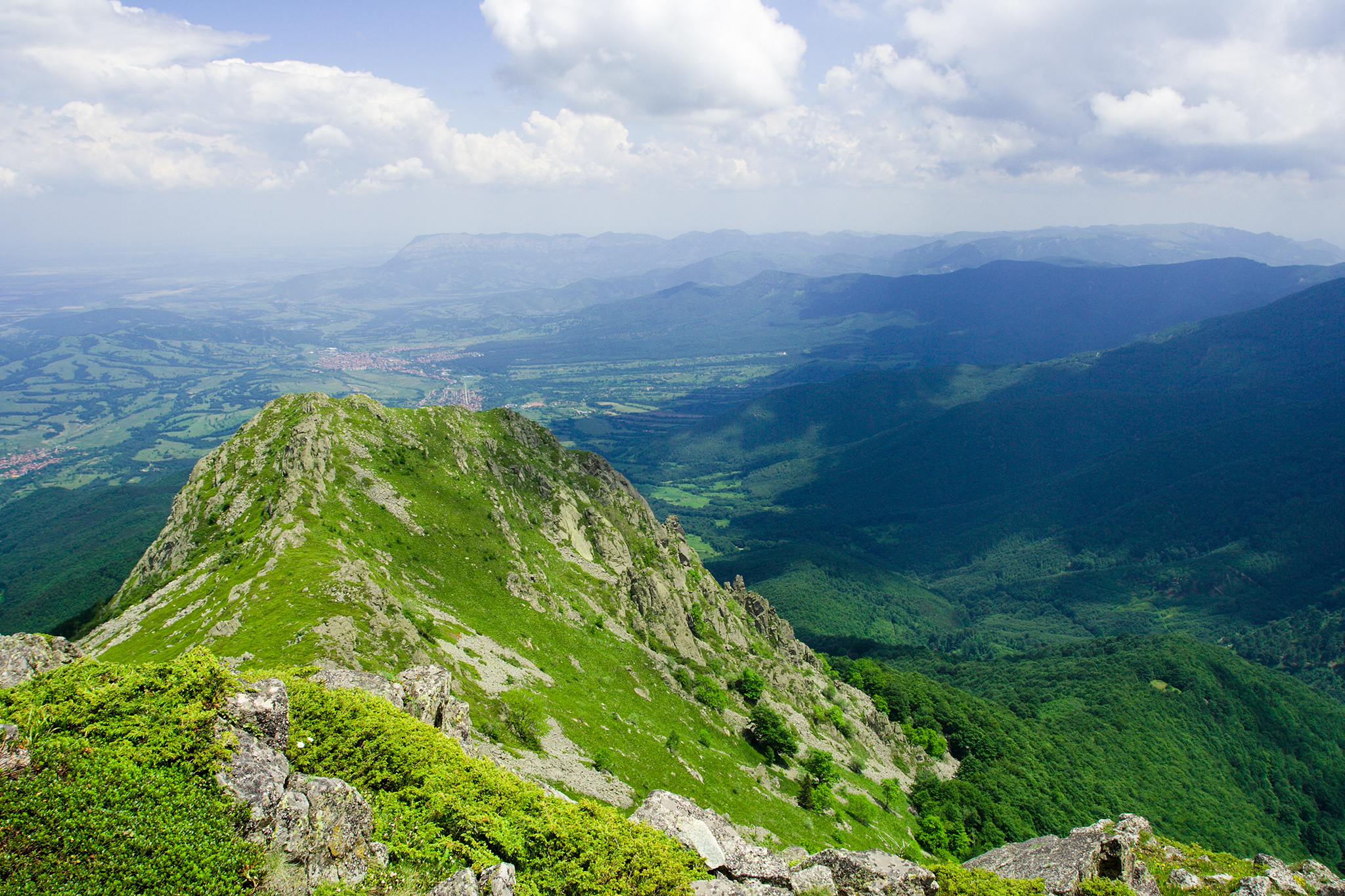
Serralada dels Balcans (Stara Planinà). El seu cim més alt és el Bòtev amb una alçada de 2.376 m.

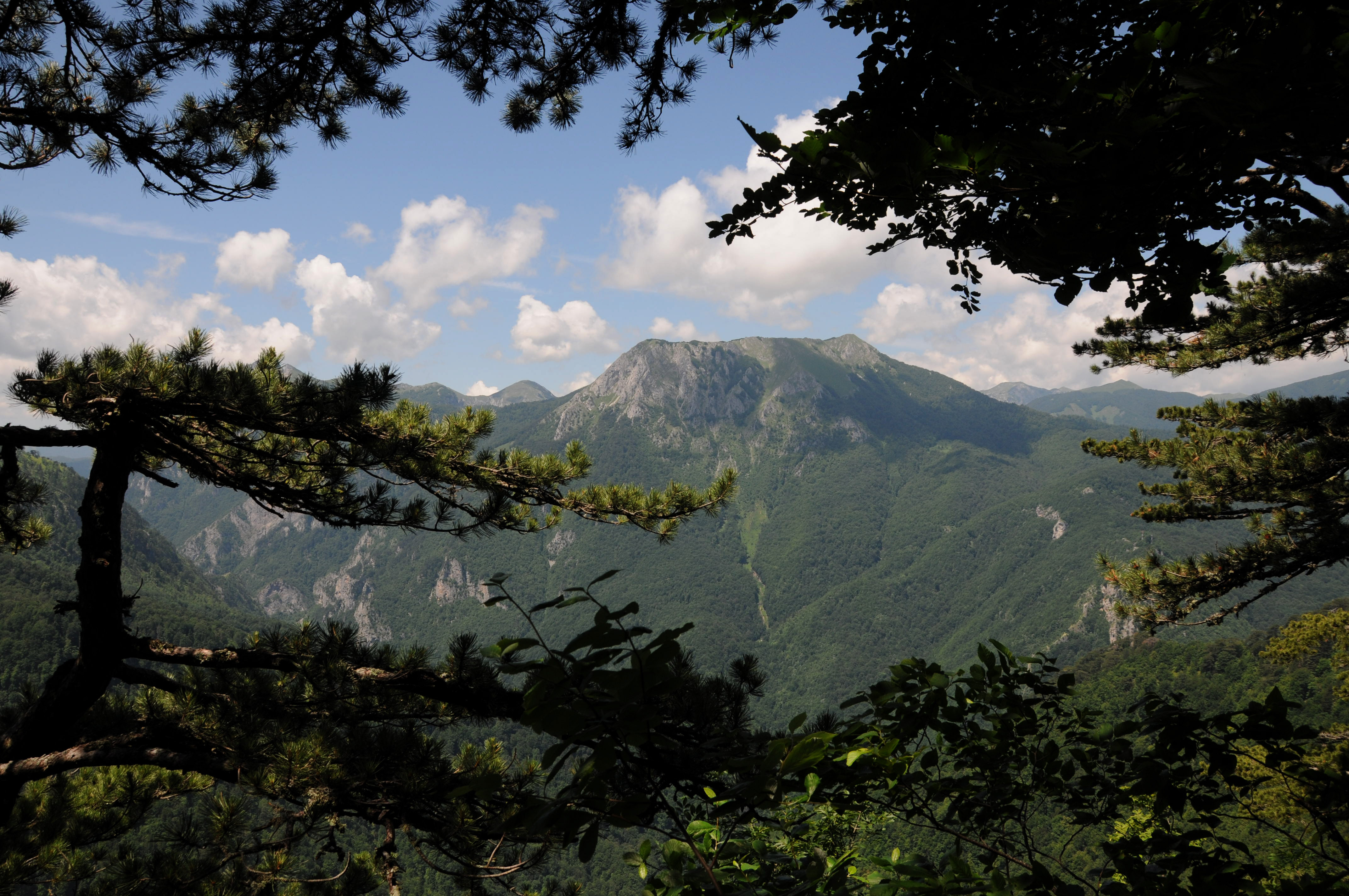
Perućica és el bosc primitiu més gran dels Balcans i un dels últims que queden a Europa, dins el Parc nacional de Sutjeska.

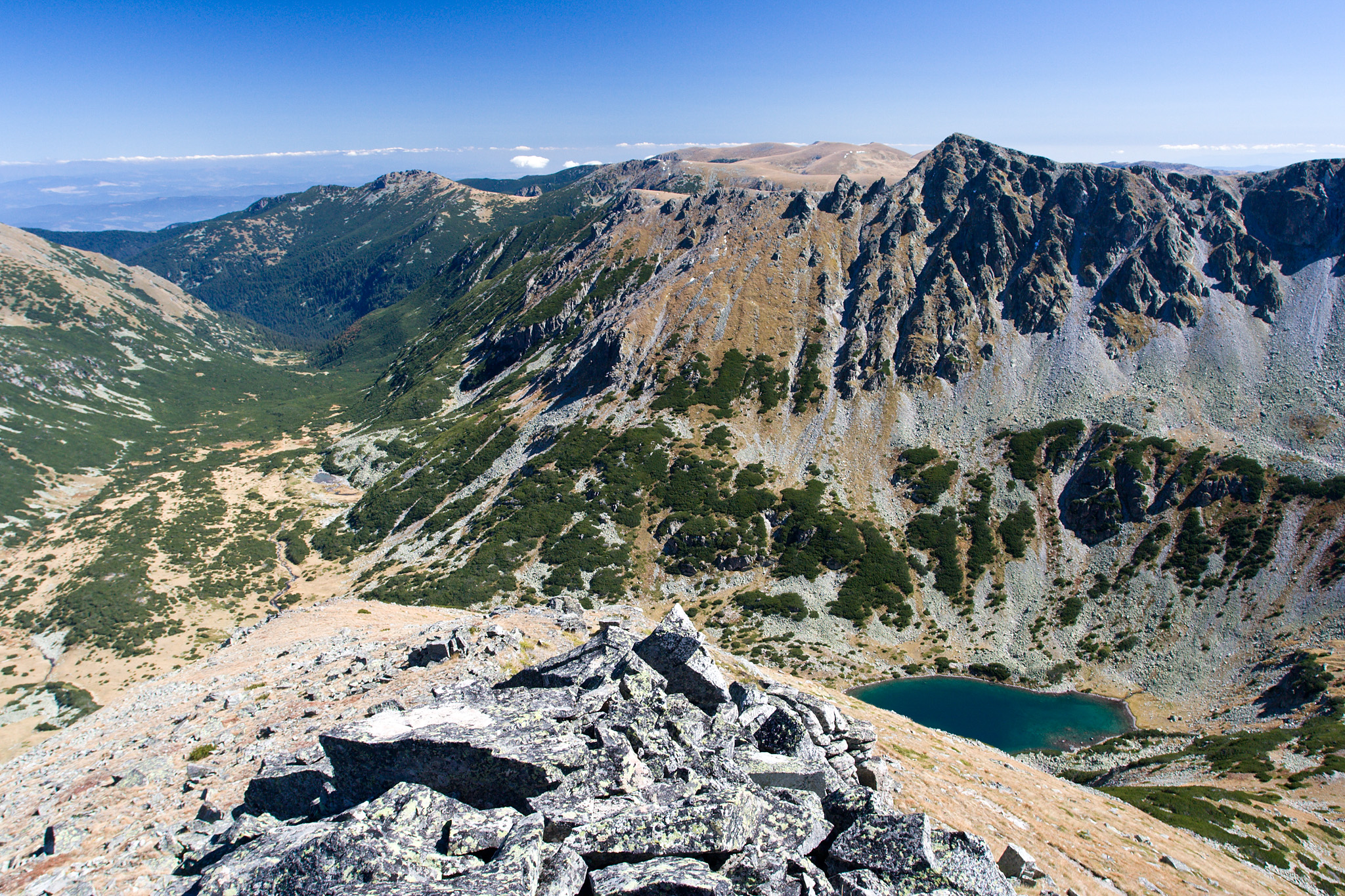
Vista del massís de Rila, amb la muntanya més alta dels Balcans i el sud-est d'Europa (el pic Mussala, 2.925 m).

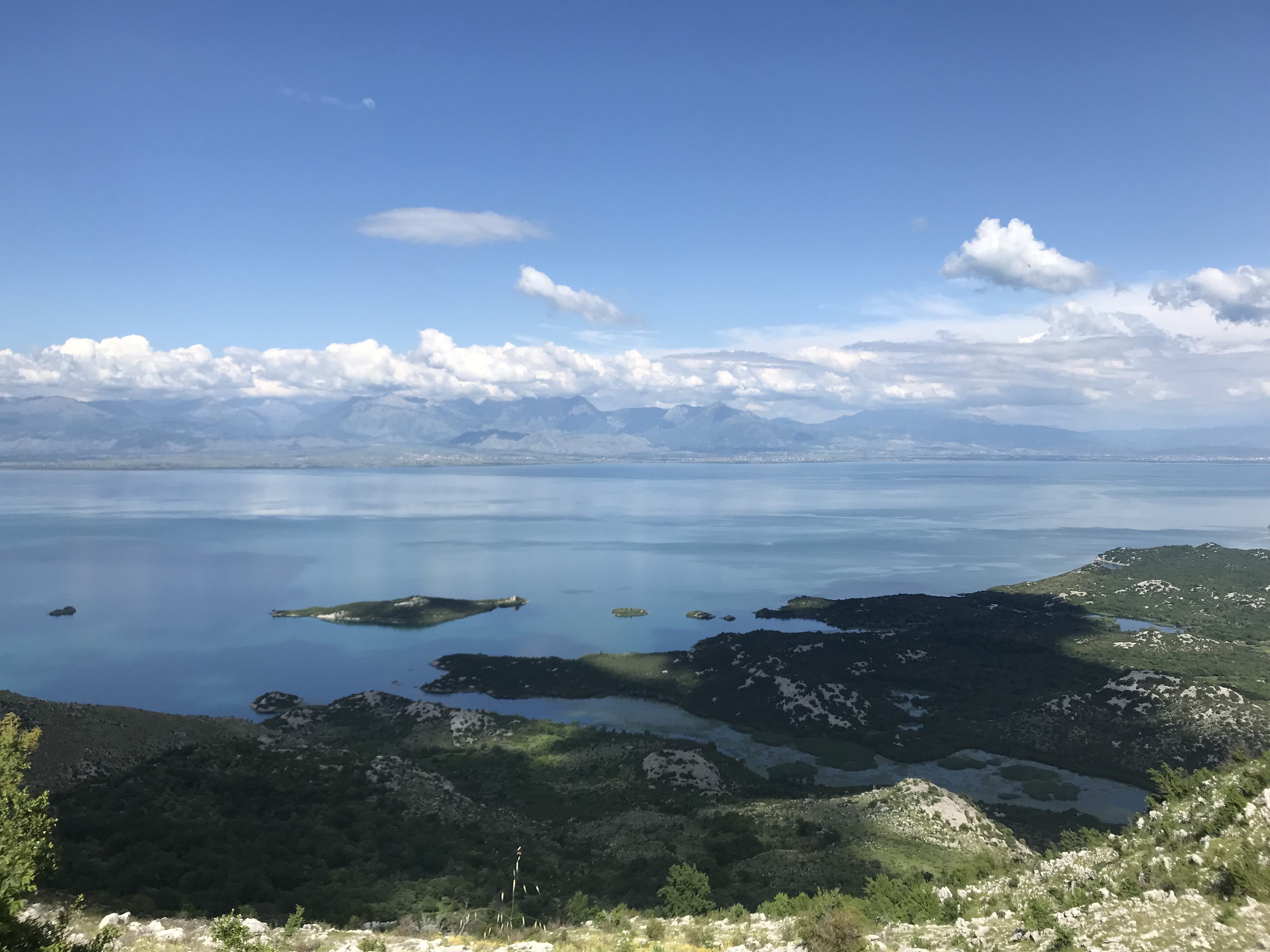
El llac Skadar és el llac més gran dels Balcans i del sud d’Europa.

La major part de la zona està coberta per serralades que van del nord-oest al sud-est. La més important és la Serralada dels Balcans (Stara Planinà en llengua búlgara), que van des de la costa de la mar Negra a Bulgària fins a la frontera amb Sèrbia, el massís de Rila-Rhodope al sud de Bulgària, els Alps Dinàrics a Bòsnia i Hercegovina, Croàcia i Montenegro, les muntanyes Korab-Šar que s'estenen des de Kosovo fins a Albània i Macedònia del Nord, i la serralada del Pindos, que abasta des del sud d'Albània fins al centre de Grècia i els Alps albanesos, i els Alps a la frontera nord-oest. Les muntanyes més altes de la regió són el massís de Rila a Bulgària, amb el pic Mussala (2.925 m.), el massís de l'Olimp a Grècia, amb el Mytikas (2.917 m.), i les muntanyes Pirin amb el Vihren, també a Bulgària (2.915 m.). El relleu càrstic és una característica comuna del paisatge.
A les costes de l'Adriàtic i de l'Egeu el clima és mediterrani, a la costa de la Mar Negra el clima és subtropical humit i atlàntic, i a l’interior és continental humit. A la part nord de la península i a les muntanyes, els hiverns són gelats i nevats, mentre que els estius són calorosos i secs. A la part sud els hiverns són més suaus. El clima continental humit és predominant a Bòsnia i Hercegovina, al nord de Croàcia, a Bulgària, a Kosovo, al nord de Montenegro, a la República de Macedònia del Nord i a l'interior d'Albània i Sèrbia. Mentrestant, els altres climes menys habituals, els climes subtropical i atlàntic, es veuen a la costa del Mar Negre de Bulgària i de la Turquia balcànica. El clima mediterrani es veu a les costes adriàtiques d'Albània, Croàcia i Montenegro, així com a les costes jòniques d'Albània i Grècia, a més de les costes del mar Egeu de Grècia i la Turquia balcànica (Turquia europea).
Al llarg dels segles, els boscos han estat tallats i substituïts per matolls. A la part sud i a la costa hi ha vegetació de fulla perenne. A l'interior hi ha boscos típics d'Europa central (roure i faig, i a la muntanya, pícea, avet i pi). La línia d’arbres de les muntanyes es troba a una alçada de 1800–2300 m. La terra proporciona hàbitats per a nombroses espècies endèmiques, inclosos insectes i rèptils extraordinàriament abundants que serveixen d’aliment per a diverses aus rapinyaires i voltors rars.
Els sòls són generalment pobres, excepte a les planes, on les zones amb herba natural, sòls fèrtils i estius càlids ofereixen una oportunitat per al conreu. En altres llocs, el cultiu de la terra no té èxit a causa de les muntanyes, els estius calorosos i els sòls pobres, tot i que s'hi cultiva l'olivera i la vinya.
Els recursos energètics són escassos, excepte a Kosovo, on hi ha jaciments considerables de carbó, plom, zinc, crom i plata. També existeixen altres jaciments de carbó, especialment a Bulgària, Sèrbia i Bòsnia. Els dipòsits de lignit estan molt estesos a Grècia. Hi ha escasses reserves de petroli a Grècia, Sèrbia i Albània. Els dipòsits de gas natural són escassos. L'energia hidràulica és molt utilitzada, amb més de 1.000 preses. El sovint implacable vent bora també s'aprofita per a la generació d'energia.
Els minerals metàl·lics són més habituals que altres matèries primeres. El mineral de ferro és rar, però en alguns països hi ha una quantitat considerable de coure, zinc, estany, cromita, manganès, magnesita i bauxita. Alguns metalls s'exporten.

## Història i transcendència geopolítica

### Antiguitat

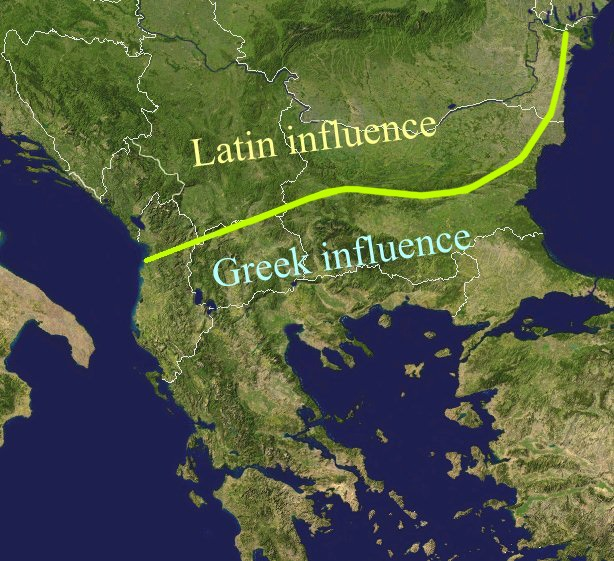
La línia Jireček

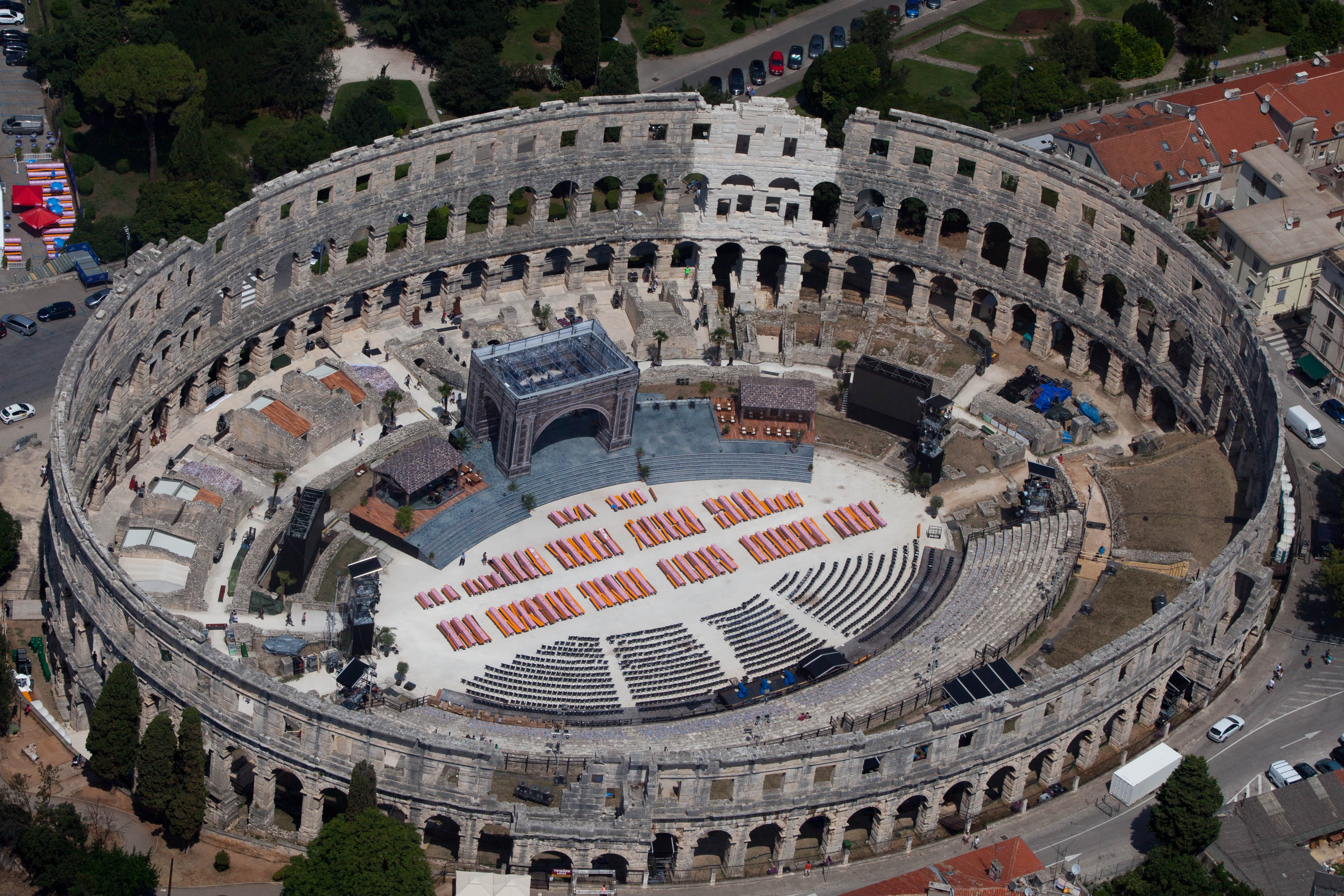
Amfiteatre de Pula, l’únic amfiteatre romà que queda amb quatre torres laterals i amb els tres ordres arquitectònics romans completament conservats.

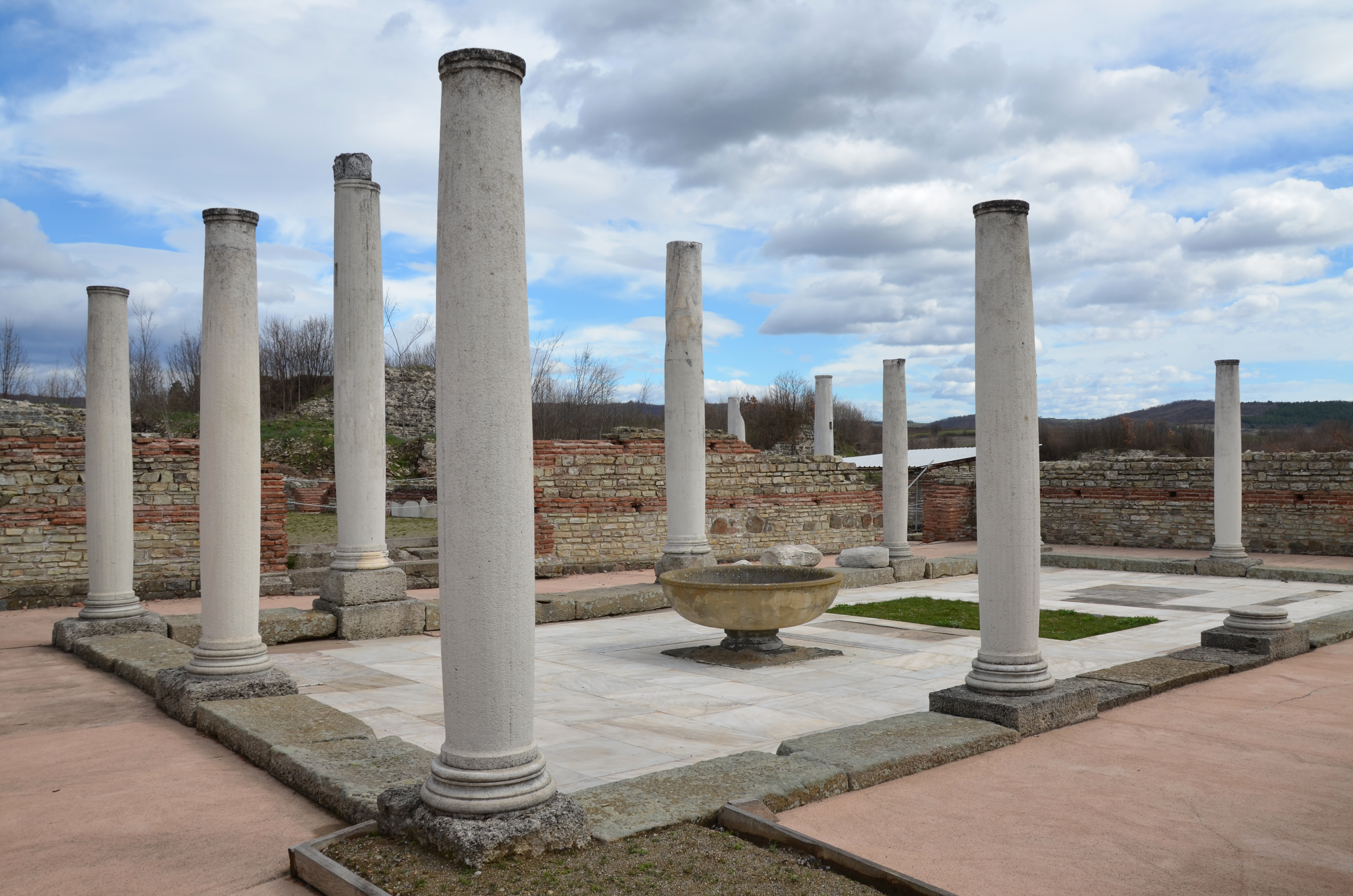
Restes del palau imperial Felix Romuliana, declarat Patrimoni de la Humanitat de la UNESCO.

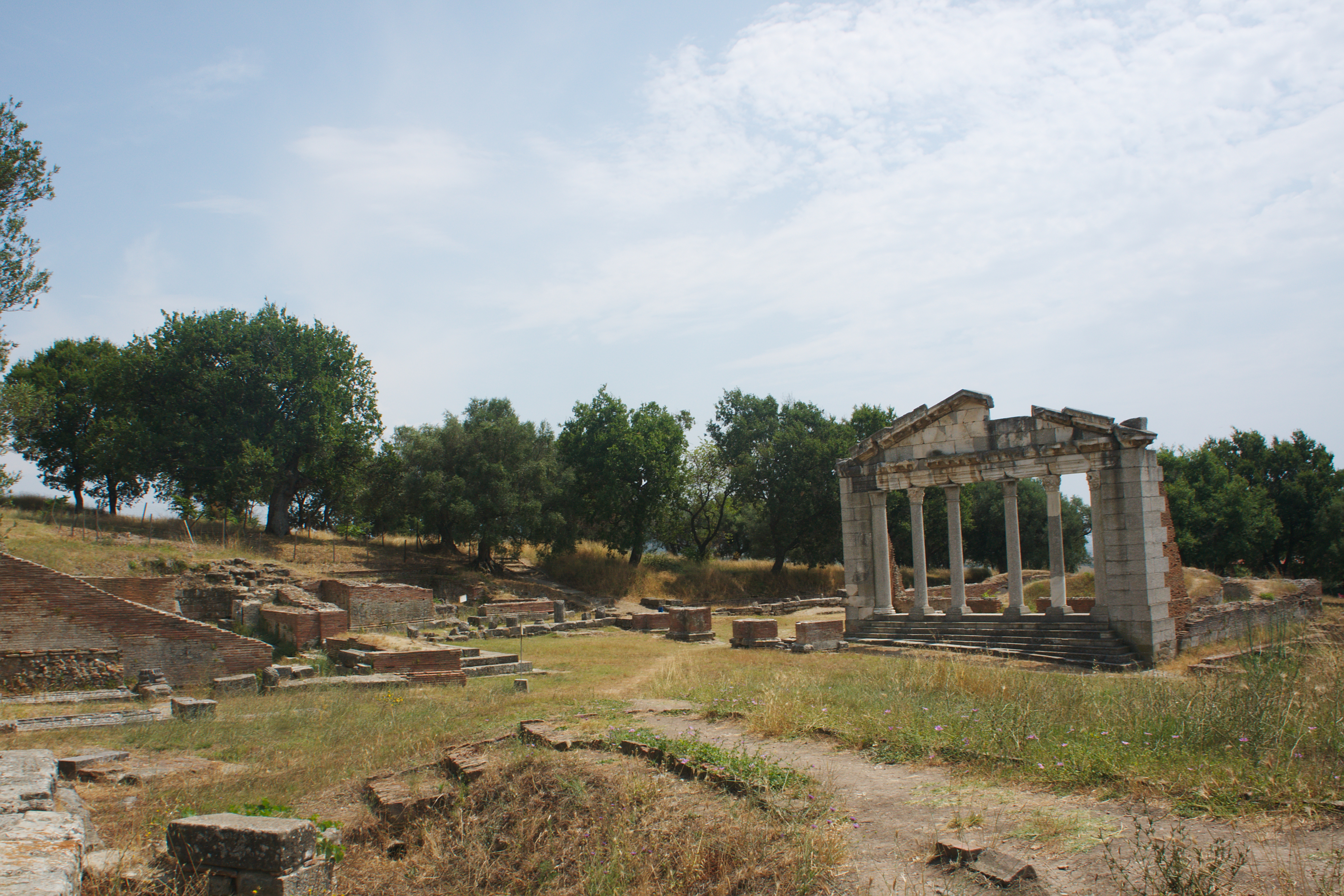
Ruïnes d'Apol·lònia prop de Fier, Albània.

La regió dels Balcans va ser la primera zona d’Europa que va experimentar l'arribada de les cultures agrícoles a l'època neolítica. Els Balcans han estat habitats des del Paleolític i són la ruta per la qual l'agricultura del Pròxim Orient es va estendre a Europa durant el Neolític (VII mil·lenni aC). Les pràctiques de cultiu de cereals i cria de bestiar van arribar als Balcans des del Creixent Fèrtil a través d'Anatòlia i es van estendre cap a l'oest i el nord cap a Europa central, particularment a través de Pannònia. A la regió es van desenvolupar dues cultures complexes: la cultura de Starčevo i la cultura de Vinča. Els Balcans són també la ubicació de les primeres civilitzacions avançades. La cultura de Vinča va desenvolupar una forma de protoescriptura abans dels sumeris i minoics, coneguda com a escriptura europea antiga, mentre que la majoria dels símbols havien estat creats entre el 4500 i el 4000 aC, fins i tot datant els de les tauletes d'argila de Tărtăria. cap al 5300 aC.
La identitat dels Balcans està dominada per la seva posició geogràfica; històricament la zona es coneixia com una cruïlla de cultures. Ha estat una unió entre els cossos llatins i grecs de l'Imperi Romà, el destí d'una afluència massiva de búlgars i eslaus pagans, una zona on es van reunir el cristianisme ortodox i catòlic, així com el punt de trobada entre l'islam i el cristianisme.

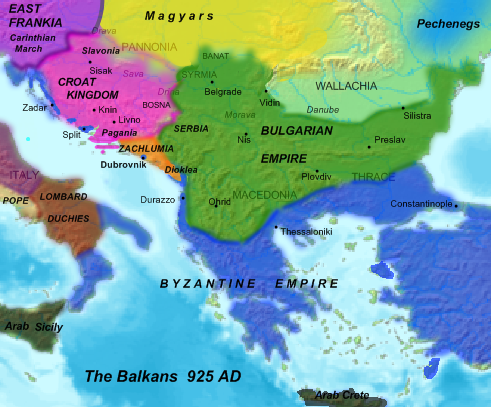
Els balcans el 925 dC

A l'antiguitat preclàssica i clàssica, aquesta regió era la llar de grecs, il·liris, peonians, tracis, dacis i altres grups antics. L'imperi persa aquemènida va incorporar parts dels Balcans que comprenien Macedònia, Tràcia, Bulgària i la regió costanera del Mar Negre de Romania entre finals del VI i la primera meitat del segle v aC als seus territoris. Més tard, l'Imperi Romà va conquerir la regió i va difondre la cultura romana i la llengua llatina, però encara restaren parts significatives sota la influència grega clàssica. Els romans consideraven que la serralada Rodope era el límit nord de la península de Haemus i el mateix límit s'aplicava aproximadament a la frontera entre l'ús grec i el llatí a la regió (més tard anomenada línia Jireček). Tot i que els grans espais al sud de la línia de Jireček eren i són habitats per valacs (aromanesos), els hereus de parla romànica de l'Imperi Romà. Els búlgars i eslaus van arribar al segle vi i van començar a assimilar i desplaçar els habitants més vells ja assimilats (a través de la romanització i l'hel·lenització) dels Balcans del nord i del centre, formant l'Imperi búlgar. Durant l'edat mitjana, els Balcans es van convertir en l'escenari d’una sèrie de guerres entre els imperis bizantí romà i búlgar.

### Època moderna primerenca
A finals del segle xvi, l'Imperi Otomà s'havia convertit en la força de control de la regió després de expandir-se des d'Anatòlia a través de Tràcia fins als Balcans. Molta gent dels Balcans situa els seus grans herois populars en l'era de l'atac o de la retirada de l'Imperi Otomà. Com a exemples, per als grecs, Constantí XI Paleòleg i Kolokotronis; i per als serbis, Miloš Obilić, el tsar Lazar i Karađorđe; per als albanesos, George Kastrioti Skanderbeg; per als macedonis ètnics, Nikola Karev i Goce Delčev; per als búlgars, Vassil Levski, Georgi Sava Rakovski i Khristo Bòtev i per als croats, Miklós Zrinjski.

Història política moderna dels Balcans a partir de 1796.

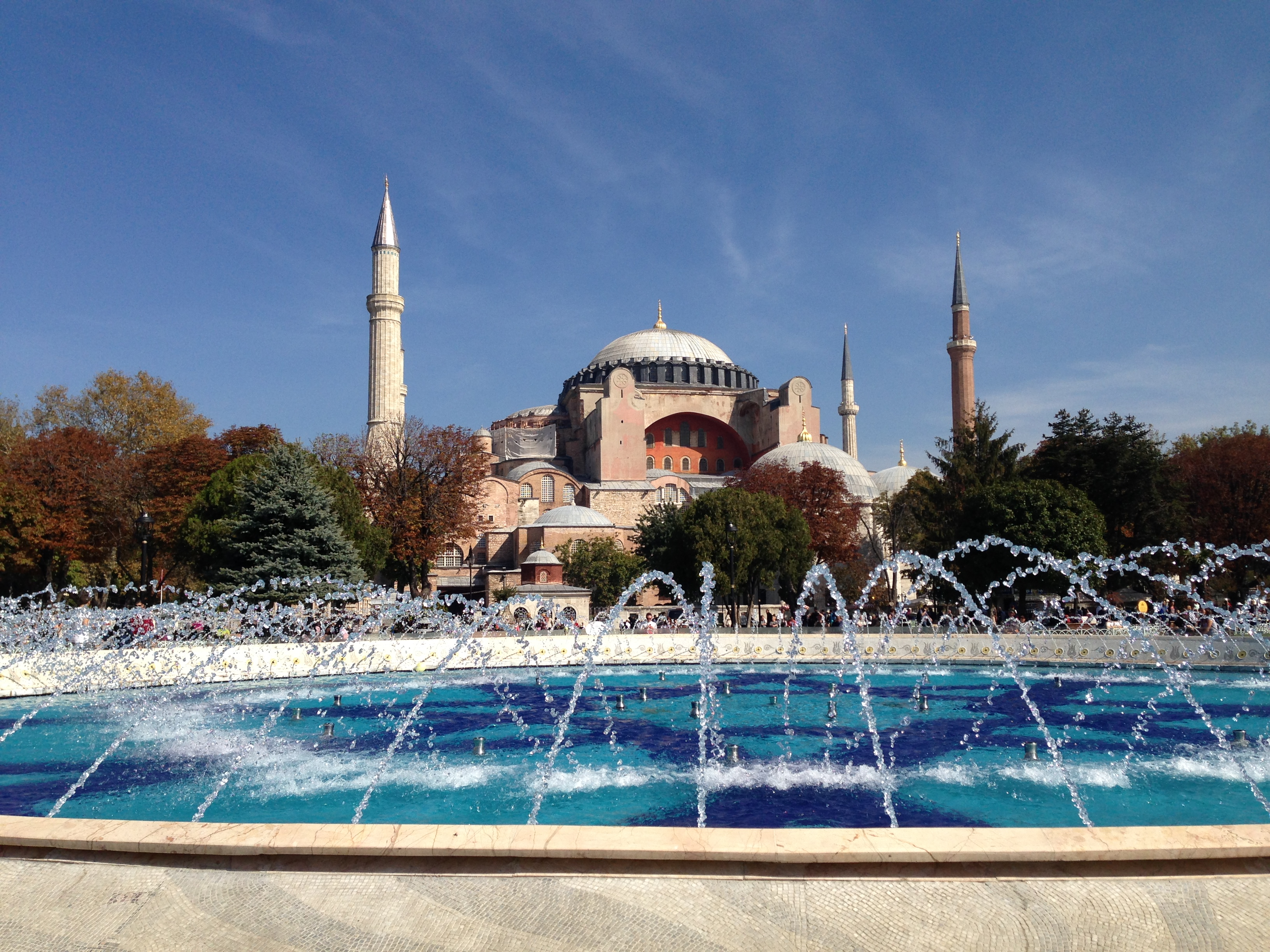
Santa Sofia, construïda a Constantinoble del (actual Istanbul, Turquia) com a catedral ortodoxa oriental, més tard mesquita, després museu i ara tant mesquita com museu.

En els darrers segles, a causa de les freqüents guerres otomanes a Europa als Balcans i als seus voltants i l'aïllament comparatiu otomà del corrent principal de l'avanç econòmic (que reflecteix el canvi del centre de gravetat comercial i polític d’Europa cap a l’Atlàntic), els Balcans han estat la part menys desenvolupada d’Europa. Segons Halil İnalcık, "segons una estimació, la població dels Balcans va caure d'un màxim de 8 milions a finals del segle xvi a només 3 milions a mitjans del segle xviii. Aquesta estimació es basa en proves documentals otomanes".
La majoria dels estats nació balcànics van sorgir durant els segles XIX i principis del XX a mesura que van obtenir la independència de l’Imperi Otomà o l'Imperi Austrohongarès: Grècia el 1821, Sèrbia i Montenegro el 1878, Romania el 1881, Bulgària el 1908 i Albània el 1912.

### Història recent

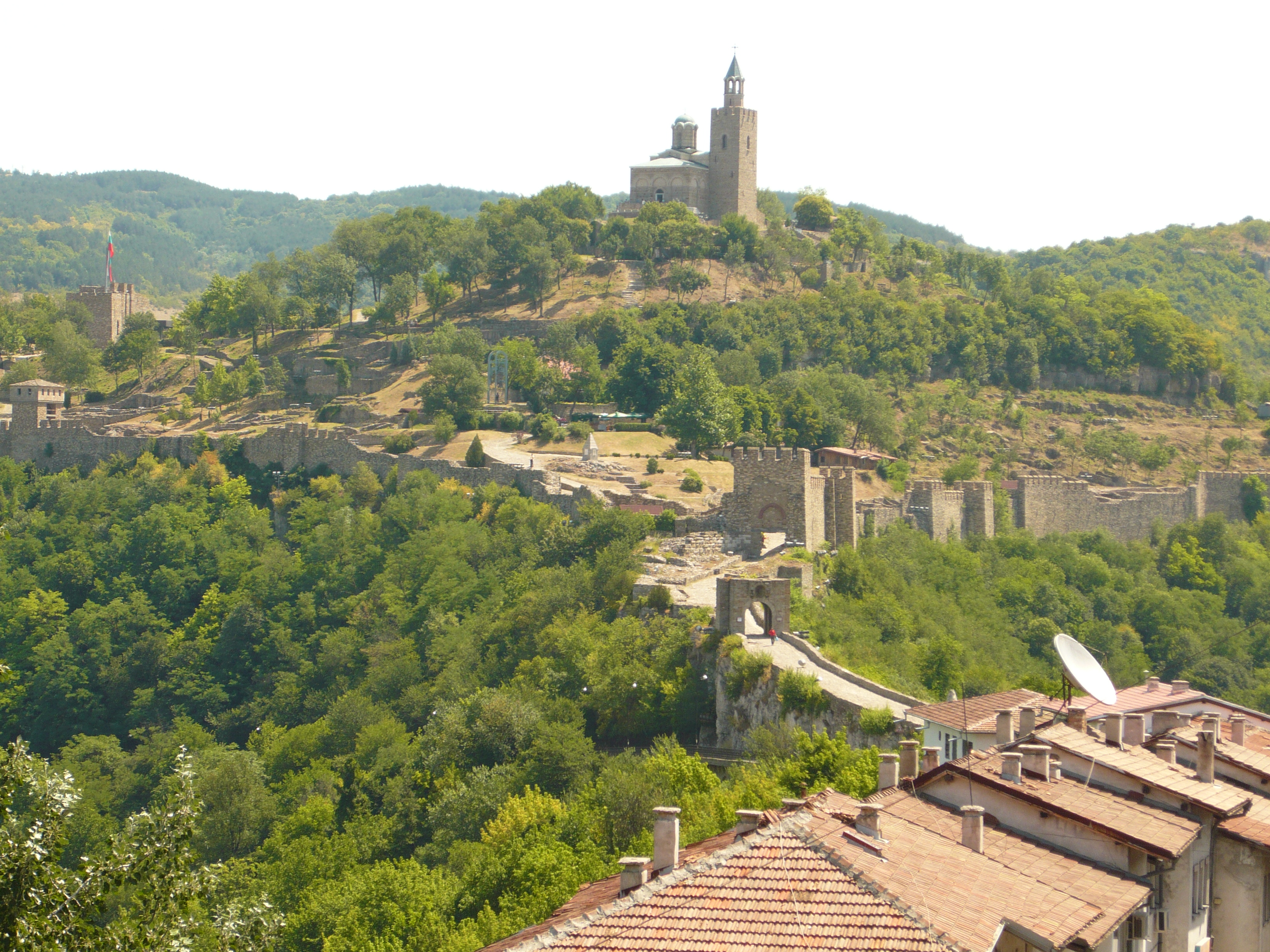
Tsarevets, una fortalesa medieval a l'antiga capital de l'Imperi búlgar - Veliko Tarnovo.

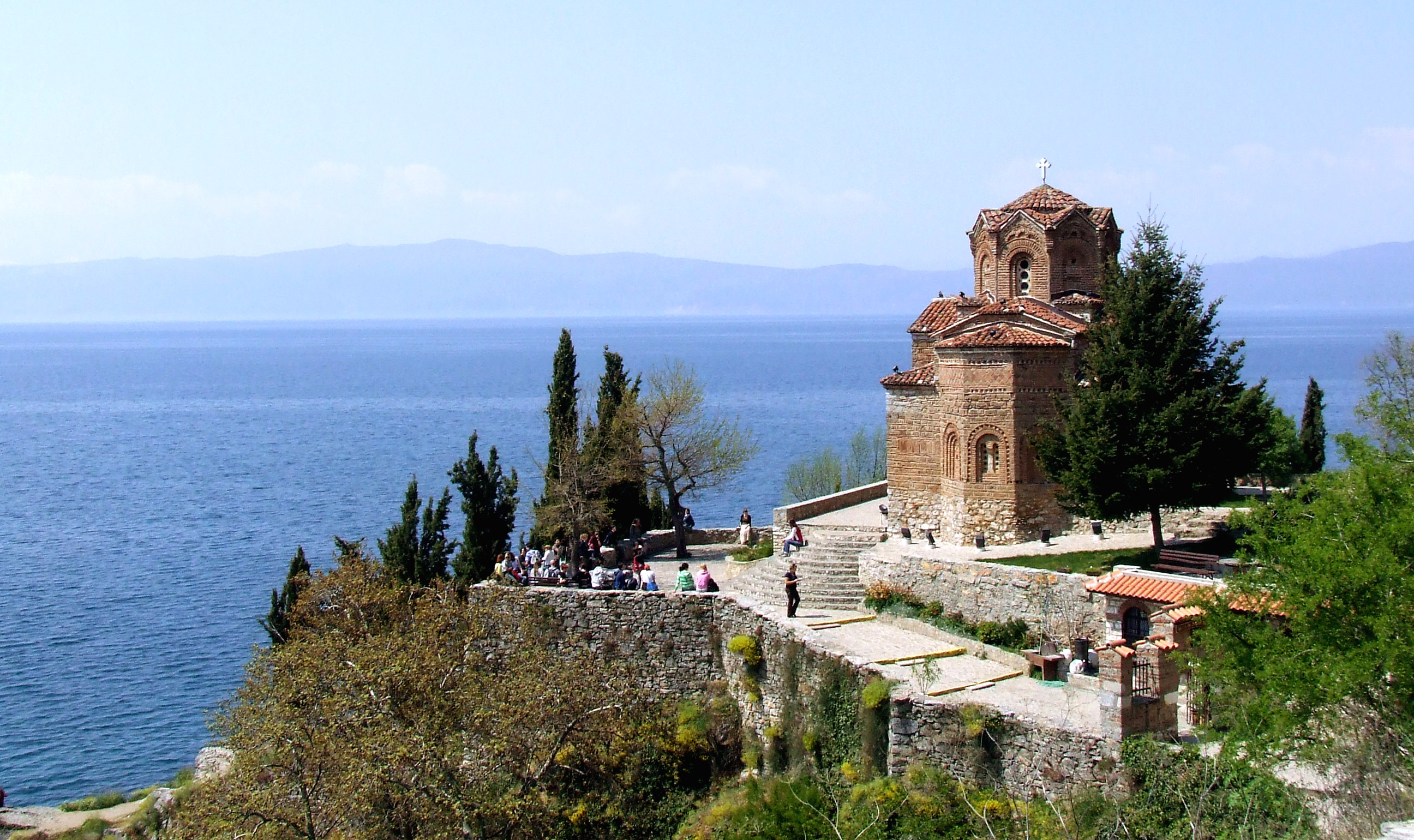
L'església de Sant Joan de Kaneo (s.XIII) i el llac d'Okhrida a Macedònia del Nord. El llac i la ciutat van ser declarats Patrimoni de la Humanitat de la UNESCO el 1980.

#### Guerres Mundials

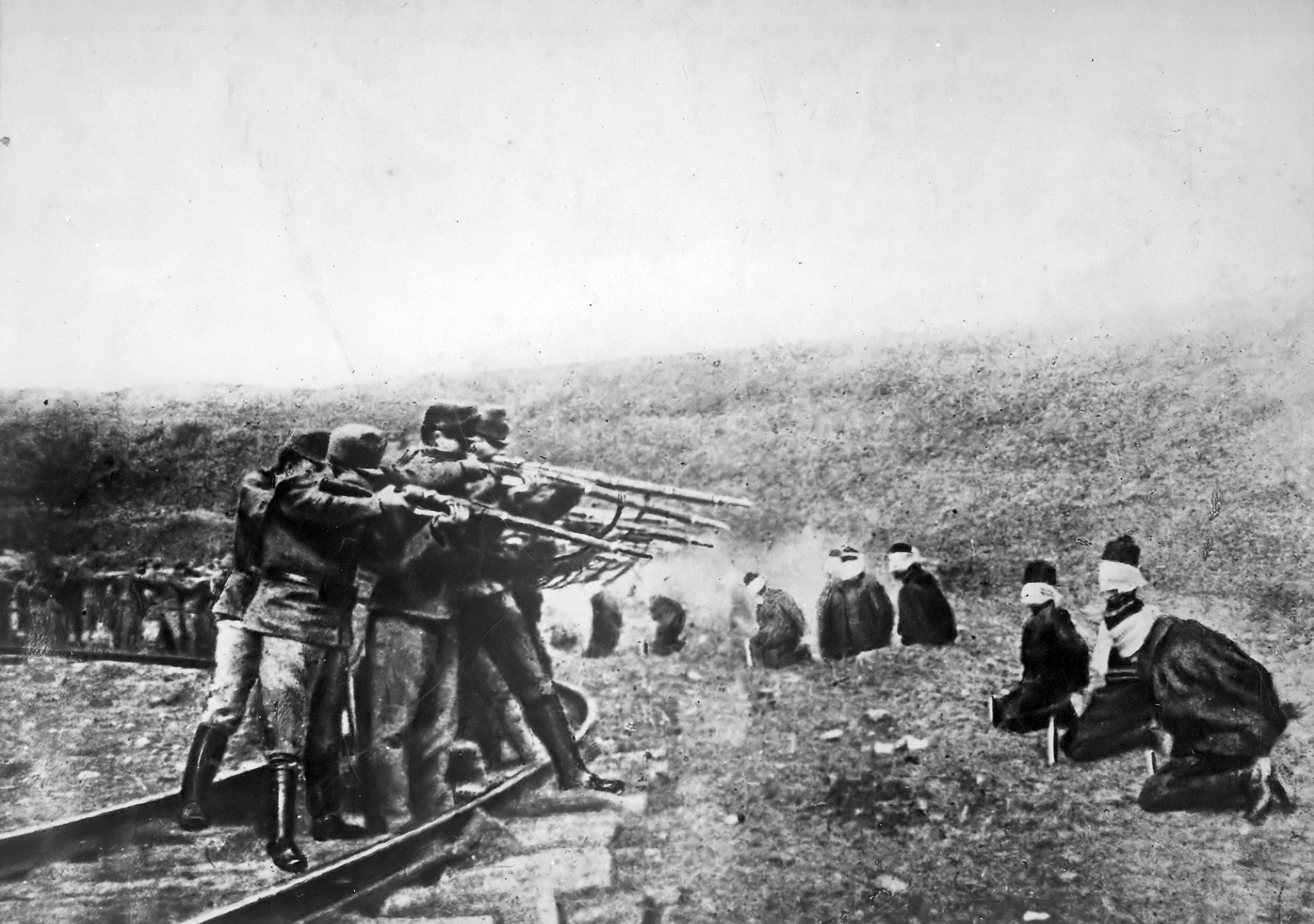
Tropes austro-hongareses executant civils serbis, 1914. Sèrbia va perdre prop de 850.000 persones durant la guerra, una quarta part de la seva població d'abans de la guerra.

El 1912–1913 va esclatar la Primera Guerra dels Balcans quan els estats nació de Bulgària, Sèrbia, Grècia i Montenegro es van unir en una aliança contra l’Imperi Otomà. Com a resultat de la guerra, gairebé tots els territoris europeus restants de l'Imperi Otomà van ser capturats i dividits entre els aliats. Els esdeveniments posteriors també van conduir a la creació d'un estat albanès independent. Bulgària va insistir en la seva integritat territorial, dividida i compartida per les grans potències a la guerra russo-turca (1877–78) i en l'acord búlgar-serbi anterior a la guerra. Bulgària va ser provocada pels tractes entre bastidors entre els seus antics aliats, Sèrbia i Grècia, sobre l'assignació del botí al final de la Primera Guerra dels Balcans. En aquell moment, Bulgària lluitava al principal front traci. Bulgària marca el començament de la Segona Guerra dels Balcans quan els va atacar. Els serbis i els grecs van rebutjar els atacs, però quan l'exèrcit grec va envair Bulgària juntament amb una intervenció romanesa no provocada al darrere, Bulgària es va esfondrar. L'Imperi Otomà va aprofitar l'oportunitat per recuperar la Tràcia oriental, establint les seves noves fronteres occidentals que encara avui es mantenen com a part de la Turquia moderna.
La Primera Guerra Mundial es va provocar als Balcans el 1914 quan membres de la Jove Bòsnia, una organització revolucionària amb membres predominantment serbis i proiugoslaus, van assassinar l’hereu austrohongarès l'arxiduc Francesc Ferran d'Àustria a Sarajevo, la capital de Bòsnia i Hercegovina. Això va provocar una guerra entre Àustria-Hongria i Sèrbia, que, a través de les cadenes d’aliances existents, va conduir a la Primera Guerra Mundial. L'Imperi Otomà aviat es va unir a les potències centrals convertint-se en un dels tres imperis participants en aquesta aliança. L'any següent Bulgària es va unir a les Potències Centrals que atacaven Sèrbia, que va lluitar amb èxit contra Austro-Hongria al nord durant un any. Això va conduir a la derrota de Sèrbia i a la intervenció de l'Entente als Balcans que va enviar una força expedicionària per establir un nou front, el tercer d'aquesta guerra, que aviat també es va convertir en estàtic. La participació de Grècia a la guerra tres anys més tard, el 1918, per part de l'Entente, finalment va alterar l'equilibri entre els opositors que va provocar el col·lapse del front comú germano-búlgar allà, cosa que va provocar la sortida de Bulgària de la guerra, i al seu torn, el col·lapse de l'Imperi Austrohongarès, que va posar fi a la Primera Guerra Mundial.
Amb l’inici de la Segona Guerra Mundial, tots els països balcànics, a excepció de Grècia, eren aliats de l'Alemanya nazi, tenien acords bilaterals militars o formaven part de les potències de l'Eix. La Itàlia feixista va expandir la guerra als Balcans utilitzant el seu protectorat Albània per envair Grècia. Després de rebutjar l'atac, els grecs van contraatacar, envaint Albània, controlada per Itàlia, i provocant la intervenció de l'Alemanya nazi als Balcans per ajudar el seu aliat. Dies abans de la invasió alemanya, un cop d'estat reeixit a Belgrad per part de militars neutrals va prendre el poder.
Tot i que el nou govern va reafirmar les intencions de Sèrbia de complir les seves obligacions com a membre de l'Eix, Alemanya, amb Bulgària, va envair Grècia i Iugoslàvia. Iugoslàvia es va desintegrar immediatament quan els fidels al rei serbi i a les unitats croates es van amotinar. Grècia va resistir, però, després de dos mesos de lluita, es va esfondrar i va ser ocupada. Els dos països estaven dividits entre els tres aliats de l’Eix, Bulgària, Alemanya i Itàlia, i l'Estat independent de Croàcia, un estat titella d’Itàlia i Alemanya.
Durant l'ocupació, la població va patir dificultats considerables a causa de la repressió i la fam, a les quals la població va reaccionar creant un moviment de resistència massiva. Juntament amb un hivern extremadament intens d'aquest any (que va causar centenars de milers de morts entre la població mal alimentada), la invasió alemanya va tenir efectes desastrosos en el calendari de la invasió prevista a Rússia provocant un retard important, i va tenir conseqüències importants durant el transcurs de la guerra.
Finalment, a finals de 1944, els soviètics van entrar a Romania i Bulgària obligant els alemanys a sortir dels Balcans. Van deixar enrere una regió en gran part arruïnada com a resultat de l'explotació de la guerra.

#### Guerra Freda
Durant la Guerra Freda, la majoria dels països dels Balcans estaven governats per governs comunistes. Grècia es va convertir en el primer camp de batalla de l'emergent Guerra Freda. La Doctrina Truman va ser la resposta dels Estats Units a la guerra civil, que va durar del 1944 al 1949. Aquesta guerra civil, desencadenada pel Partit Comunista de Grècia, i amb el suport de voluntaris comunistes dels països veïns (Albània, Bulgària i Iugoslàvia), va provocar una massiva assistència nord-americana al govern no-comunista grec. Amb aquest suport, Grècia va aconseguir derrotar els partisans i, en última instància, va continuar sent l'únic país no comunista de la regió.
Però tot i estar sota governs comunistes, Iugoslàvia (1948) i Albània (1961) es van enfrontar amb la Unió Soviètica. Iugoslàvia, dirigida pel mariscal Josip Broz Tito (1892–1980), va rebutjar la idea de fusionar-se amb Bulgària i, en canvi, va buscar relacions més estretes amb Occident, i fins i tot va encapçalar, juntament amb l'Índia i Egipte, el Moviment dels països no alineats. Per contra, Albània va gravitar cap a la Xina comunista, adoptant posteriorment una posició aïllacionista.
Com a únics països no comunistes, Grècia i Turquia formaven (i segueixen sent) part de l'OTAN que compon l'ala sud-est de l'aliança.

#### Post-Guerra Freda
A la dècada de 1990, la transició dels països de l'ex-bloc oriental cap a societats democràtiques de lliure mercat va ser pacífica. Mentrestant a la Iugoslàvia no alineada, van esclatar les guerres entre les antigues repúbliques iugoslaves després que Eslovènia i Croàcia celebressin eleccions lliures i el seu poble votés per la independència en els referèndums dels seus respectius països. Sèrbia, al seu torn, va declarar inconstitucional la dissolució de la unió i l'exèrcit iugoslau va intentar sense èxit mantenir l'statu quo. Eslovènia i Croàcia van declarar la independència el 25 de juny de 1991, seguida de la guerra de deu dies a Eslovènia. Fins a l’octubre de 1991, l'exèrcit es va retirar d’Eslovènia i, a Croàcia, la guerra d’independència continuaria fins al 1995. En els següents 10 anys d'enfrontament armat, totes les altres repúbliques es van declarar independents gradualment, sent Bòsnia la més afectada pels combats. Les guerres de llarga durada van provocar una intervenció de les Nacions Unides i les forces terrestres i aèries de l'OTAN van prendre mesures contra les forces sèrbies de Bòsnia i Hercegovina i Sèrbia.

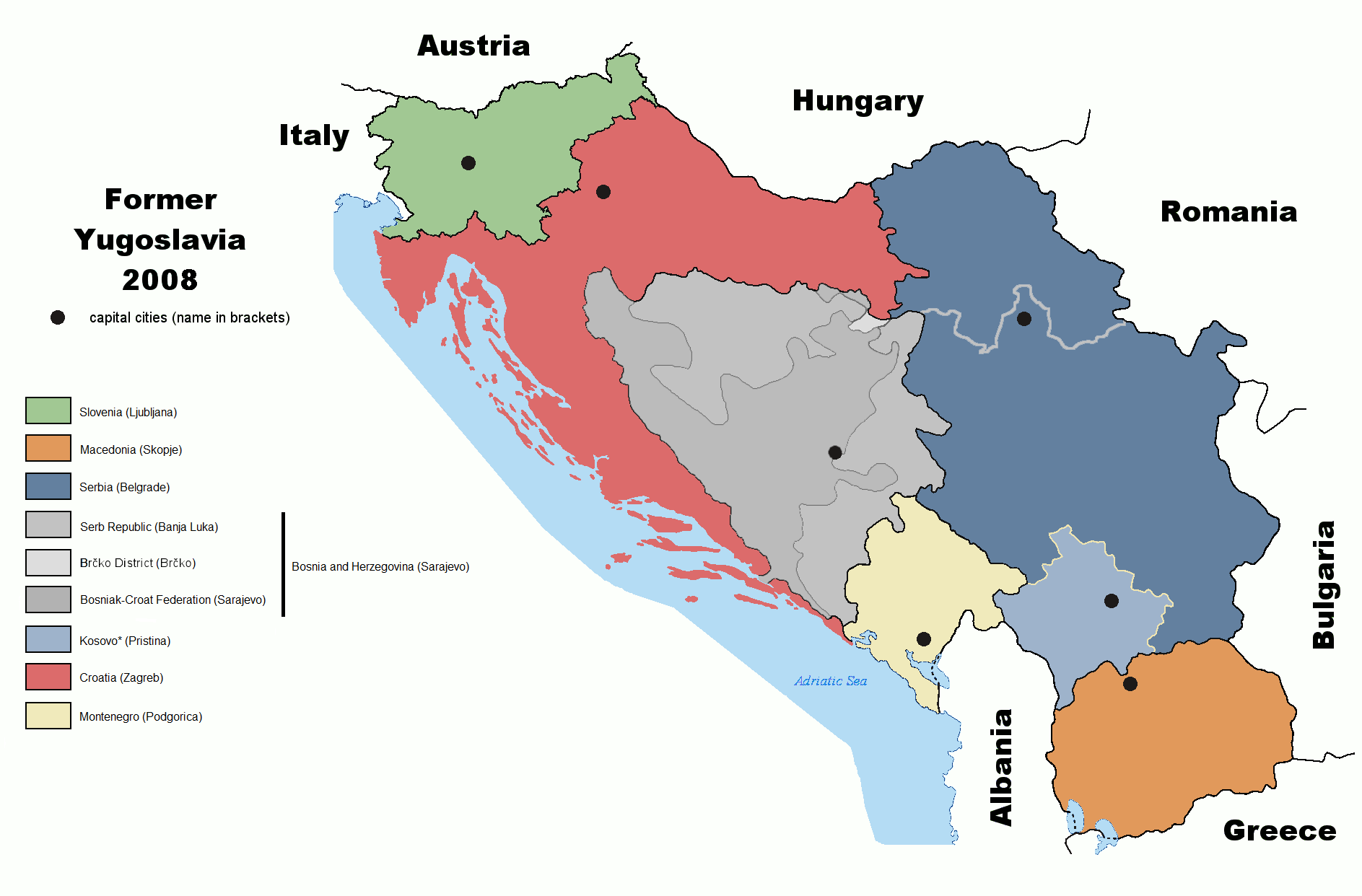
Entitats estatals a l'antic territori de Iugoslàvia, 2008

Des de la dissolució de Iugoslàvia, sis repúbliques van aconseguir el reconeixement internacional com a repúbliques sobiranes, que tradicionalment s'inclouen als Balcans: Eslovènia, Croàcia, Bòsnia i Hercegovina, Macedònia del Nord, Montenegro i Sèrbia. El 2008, mentre estava sota l'administració de l'ONU, Kosovo va declarar la independència (segons la política oficial sèrbia, Kosovo continua sent una regió autònoma interna). El juliol de 2010, el Tribunal Internacional de Justícia va dictaminar que la declaració d’independència era legal. La majoria dels estats membres de l’ONU reconeixen Kosovo. Després del final de les guerres, va esclatar una revolució a Sèrbia i Slobodan Milošević, el líder comunista serbi (elegit president entre el 1989 i el 2000), va ser enderrocat i entregat a judici al Tribunal Penal Internacional per delictes contra el Dret Internacional Humanitari durant les guerres de Iugoslàvia. Milošević va morir d'un atac de cor el 2006 abans que es pogués donar a conèixer un veredicte. El 2001, una revolta albanesa a Macedònia del Nord va obligar el país a donar autonomia local als albanesos a les zones on predominen.
Amb la dissolució de Iugoslàvia, va sorgir una qüestió sobre el nom amb el qual seria reconeguda internacionalment l'antiga república (federada) de Macedònia, entre el nou país i Grècia. Sent la part macedònia de Iugoslàvia, la República federada sota identitat iugoslava tenia el nom de República de Macedònia sobre la qual va declarar la seva sobirania el 1991. Grècia, amb una gran regió (vegeu Macedònia) també amb el mateix nom es va oposar a l’ús d’aquest nom com a indicació d’una nacionalitat. El problema es va resoldre sota la mediació de les Nacions Unides i es va arribar a l'acord del Prespa, que va canviar el nom del país a Macedònia del Nord.
Els països balcànics controlen les rutes terrestres directes entre Europa occidental i el sud-oest asiàtic (Àsia Menor i Orient Mitjà). Des del 2000, tots els països balcànics mantenen llaços d'amistat amb la UE i els Estats Units.
Grècia és membre de la Unió Europea des del 1981, mentre que Eslovènia és membre des del 2004, Bulgària i Romania són membres des del 2007 i Croàcia és membre des del 2013. El 2005, la Unió Europea va decidir iniciar les negociacions d’adhesió amb els països candidats; Turquia i Macedònia del Nord van ser acceptades com a candidats a l'adhesió a la UE. El 2012, Montenegro va iniciar les negociacions d’adhesió amb la UE. El 2014, Albània és candidata oficial a l'adhesió a la UE. El 2015, s'esperava que Sèrbia iniciés les negociacions d’adhesió amb la UE, tot i que aquest procés s'ha aturat pel reconeixement de Kosovo com a estat independent per part dels estats membres existents de la UE.
Grècia i Turquia són membres de l’OTAN des del 1952. El març del 2004, Bulgària, Romania i Eslovènia s'han convertit en membres de l’OTAN. A l'abril de 2009, Albània i Croàcia són membres de l'OTAN. Montenegro es va unir el juny del 2017. L'estat membre més recent que es va afegir a l’OTAN va ser Macedònia del Nord el 27 de març de 2020.
Gairebé tots els altres països han expressat el seu desig d’unir-se tant a la UE com a l’OTAN en algun moment del futur.